# Ібупрофен
Ібупрофе́н — лікарський засіб, нестероїдний протизапальний препарат, з групи похідних пропіонової кислоти, має болезаспокійливу і жарознижувальну дію.
Механізм дії і профіль безпеки ібупрофену добре вивчені, його ефективність клінічно випробувана, у зв'язку з чим цей препарат входить в список найважливіших лікарських засобів Всесвітньої організації охорони здоров'я.
Ібупрофен був відкритий у 1961 році Стюартом Адамсом і Джоном Ніколсоном, коли вони працювали в компанії Boots UK Limited, і спочатку продавався під торговою назвою Brufen. Він доступний під кількома торговими марками, зокрема Advil, Brufen, Motrin та Nurofen. Вперше ібупрофен почали продавати у 1969 році у Великій Британії, а у 1974 році — у Сполучених Штатах. Він входить до Переліку основних лікарських засобів Всесвітньої організації охорони здоров’я. Препарат доступний як генерик. У 2022 році він був 33-м за популярністю призначеним лікарем препаратом у США — понад 17 мільйонів рецептів.

## Властивості
Синтетичного походження білий або не зовсім білий кристалічний порошок, практично нерозчинний у воді, добре розчинний в органічних розчинниках (етанол, ацетон, ефірі, метанолі; хлористому метилені), розчинний у розбавлених розчинах гидроксидів лужних металів і карбонатів. Є рацемічною сумішшю R — і S- енантіомерів.
Тпл =75–78 °С; рКа 4,4; 5,2. УФ-спектр: λmax=265 нм (=18,5); ІЧ-спектр, см–1: 1721, 1232, 779, 1185, 870 см–1 (в KBr). Зберігають у щільно закупореному контейнері, в захищеному від світла місці.

## Загальна інформація
Ібупрофен є нестероїдним протизапальним препаратом (НПЗП). Має протизапальну, анальгетичну і помірну жарознижувальну активність. У основі механізму його дії істотну роль грає інгібування біосинтезу простагландинів E і F як на центральному, так і на периферичному рівні. Є дані про стимулювальний вплив ібупрофену на утворення ендогенного інтерферону і його здатності чинити імуномодулювальну дію і покращувати показник неспецифічної резистентності організму.
Ібупрофен діє при ревматоїдному артриті більш виражено в початкових стадіях запального процесу без різких змін суглобів. За силою дії він дещо поступається диклофенаку, індометацину, але краще переноситься.
Застосовують для лікування ревматоїдного артриту, остеоартрозу, анкілозивного спондиліту і при різних формах суглобових і позасуглобових ревматоїдних захворювань, а також больового синдрому при деяких запальних ураженнях периферичної нервової системи.
Останнім часом ібупрофен все частіше застосовують як антипіретик для симптоматичного лікування гарячкових станів при інфекційних захворюваннях (грип, ГРВІ тощо), у тому числі у дітей. Проте, у дітей до 3 місяців, ібупрофен повинен застосовуватися за рецептом лікаря, оскільки профіль його безпеки поступається парацетамолу, який діє тільки на центральному рівні. Крім того, ібупрофен не можна застосовувати у дітей-астматиків, у хронічно хворих дітей, а також у пацієнтів з гастритами і виразкою ШКТ.
На симпозіумі педіатрів з болю (Ванкувер, Канада, серпень 2006 року) компанія-виробник оригінального ібупрофену визнала, що ефективність препарату поступається парацетамолу в терапевтичних дозах, та за рекомендацією Всесвітньої організації охорони здоров'я залишається препаратом другого вибору для лікування жару і болю у дітей (парацетамол був і залишається препаратом першого вибору для лікування жару і болю у дорослих і дітей з 2 міс. життя).[джерело?]
Дорослим і дітям старше 14 років призначають всередину у вигляді пігулок по 0,2 г 3-4 рази в день. Для досягнення швидкого ефекту доза може бути збільшена до 0,4 г 3 рази в день. Після досягнення лікувального ефекту добову дозу зменшують до 0,6-0,8 р. Як і усі нестероїдні протизапальні препарати ібупрофен необхідно приймати після їжі для зниження ризику побічних ефектів.
Препарат зазвичай добре переноситься, не викликаючи подразнення слизової оболонки шлунку, що розглядається як основна його перевага в порівнянні з саліцилатами. В окремих випадках можливі, проте, печія, нудота, блювання, метеоризм, а також шкірні алергічні реакції. При виражених побічних явищах зменшують дозу або припиняють приймання препарату. Слід бути обережним при призначенні препарату особам, що перенесли у минулому виразкову хворобу шлунку і дванадцятипалої кишки, при гастритах, ентеритах, коліті, хронічних гепатитах, цирозі печінки.

## Історія

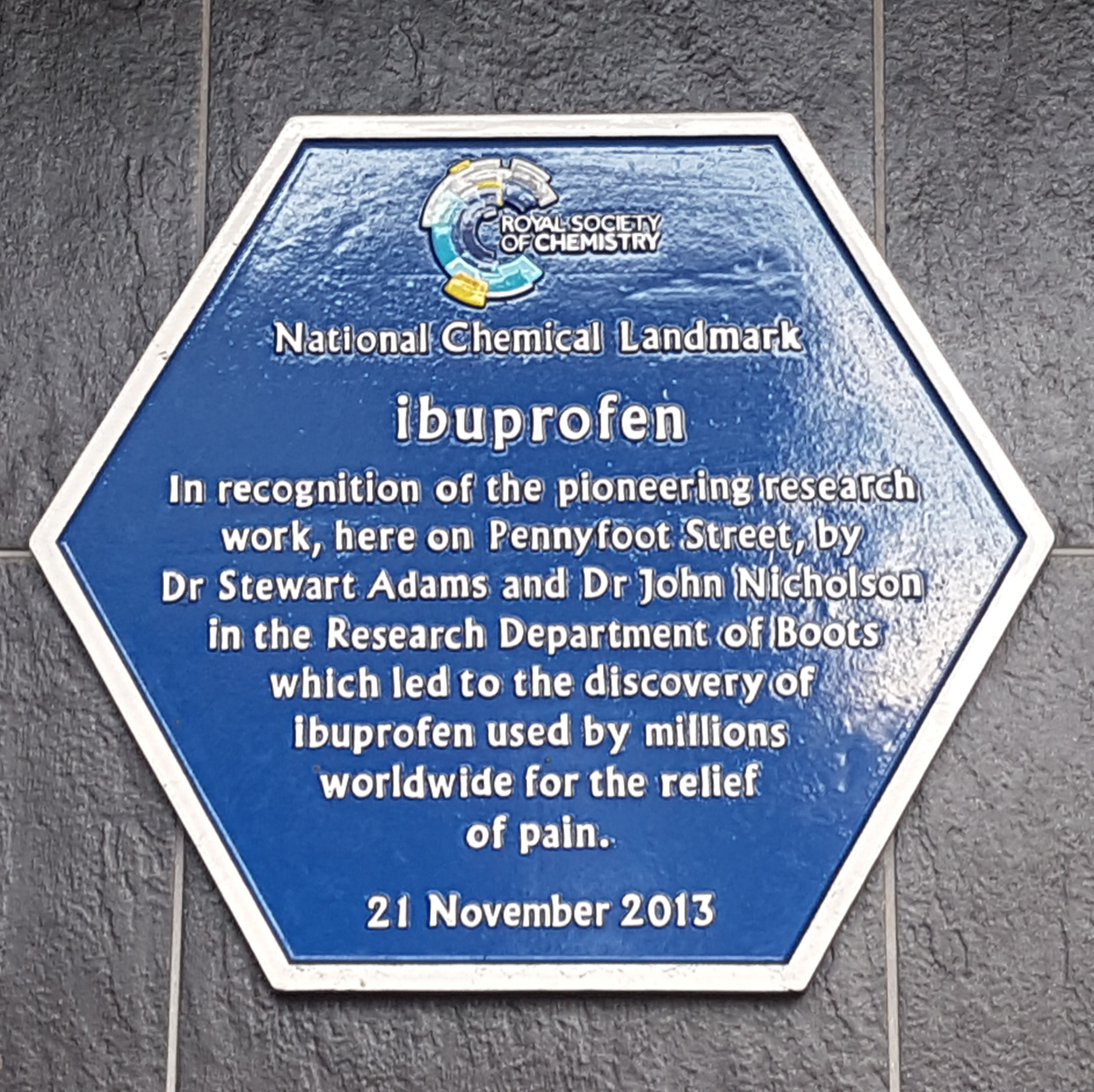
Меморіальна блакитна табличка Королівського хімічного товариства у BioCity Ноттінгем.

Ібупрофен був отриманий із пропіонової кислоти дослідницьким підрозділом компанії Boots Group у 1960-х роках. Назва походить від трьох функціональних груп: ізобутил (isobutyl; ibu), пропіонова кислота (propionic acid; pro), феніл (phenyl; fen). Його відкриття стало результатом досліджень 1950–1960-х років, спрямованих на пошук безпечнішої альтернативи аспірину. Молекулу відкрила та синтезувала команда під керівництвом Стюарта Адамса та Джона Ніколсона, заявка на патент була подана у 1961 році. Спочатку Адамс випробовував препарат як засіб від похмілля. У 1985 році світовий патент Boots на ібупрофен закінчився, і на ринку з’явилися генеричні продукти.
Препарат було вперше випущено як засіб для лікування ревматоїдного артриту у Великій Британії у 1969 році, а у США — у 1974 році. Пізніше, у 1983 та 1984 роках, він став першим НПЗП (нестероїдним протизапальним препаратом), окрім аспірину, що став доступним без рецепта (OTC) у цих двох країнах. У 1985 році компанія Boots отримала нагороду «Премія Королеви за технічні досягнення» за розробку препарату.
У листопаді 2013 року внесок у створення ібупрофену було відзначено встановленням меморіальної таблички Королівського хімічного товариства на фабриці Boots у Бістоні, Ноттінгем, на якій написано:
На знак визнання роботи компанії The Boots Company PLC у 1980-х роках з розробки ібупрофену, що призвела до переходу препарату зі статусу ліків за рецептом до безрецептурного продажу, розширивши таким чином його використання для мільйонів людей у всьому світі
і ще однієї таблички в BioCity Nottingham, на місці оригінальної лабораторії, з написом:
На знак визнання новаторських досліджень, проведених тут, на Пенніфут-Стріт, доктором Стюартом Адамсом і доктором Джоном Ніколсоном у дослідницькому підрозділі компанії Boots, що призвели до відкриття ібупрофену, який сьогодні використовують мільйони людей у світі для зняття болю.

## Дія

### Фармакодинаміка
Нестероїдний протизапальний препарат (НПЗП), чинить анальгезивну, жарознижувальну та протизапальну дію завдяки невиборчій блокаді обох форм ферменту циклооксигенази (ЦОГ-1 і ЦОГ-2). Робить інгібувальний вплив на синтез простагландинів (Pg). Анальгезивна дія найбільш виражена при болях запального характеру. Як усі НПЗП, ібупрофен проявляє антиагрегантну активність.

### Фармакокінетика
Добре абсорбується з ШКТ. Всмоктування трохи зменшується при прийманні препарату після їжі. TCmax при прийманні натщесерце — 45 хв, при прийманні після їди — 1.5-2.5 г, в синовіальній рідині — 2-3 г (де створює більші концентрації, ніж в плазмі). Зв'язок з білками плазми на 90 %. Піддається пресистемному і постсистемному метаболізму в печінці. Після абсорбції близько 60 % фармакологічно неактивної R- форми ібупрофену повільно трансформується в активну S- форму. У метаболізмі препарату бере участь ізофермент CYP2C9. Має двофазну кінетику елімінації з T1/2 2-2.5 г (для ретард форм — до 12 г). Виводиться нирками (у незміненому вигляді не більше 1 %) і у меншій мірі — з жовчю.

## Застосування

### Показання
Запальні і дегенеративні захворювання опорно-рухового апарату: ревматоїдний, ювенільний хронічний, псоріатичний артрит, остеохондроз, невралгічна аміотрофія (хвороба Персонейджа-Тернера), артрит при ВКВ (у складі комплексної терапії), подагричний артрит (при гострому нападі подагри переважні швидкодійні лікарські форми), спондилоартрит анкілозивний (хвороба Бехтерева). А також,  симптоматична терапія головного болю, зубного болю, дисменореї, невралгії, болю у спині, суглобах, м’язах, при ревматичних болях, а також при симптомах застуди та грипу.
Больовий синдром: міалгія, артралгія, оссалгія, артрит, радикуліт, мігрень, головний (у тому числі при менструальному синдромі) і зубний біль, при онкологічних захворюваннях, невралгія, тендиніт, тендовагініт, бурсит, невралгічна аміотрофія (хвороба Персонейджа-Тернера), посттравматичний і післяопераційний больовий синдром, що супроводжується запаленням.
Альгодисменорея, запальний процес в малому тазі, у тому числі аднексит, пологи (як анальгезивний і токолітичний засіб).
Гарячковий синдром при застудних та інфекційних захворюваннях.
Призначений для симптоматичної терапії, зменшення болю і запалення на момент використання, на прогрес захворювання не впливає.

### Протипоказання
Гіперчутливість, ерозивно-виразкові захворювання органів ШКТ (у тому числі виразкова хвороба шлунку і 12-перстної кишки у стадії загострення, виразковий коліт, пептична виразка, хвороба Крона — неспецифічний виразковий коліт), повне або неповне поєднання бронхіальної астми, рецидивного поліпозу носа і навколоносових пазух і непереносимості АСК або ін. НПЗП (у тому числі в анамнезі), порушення згортання крові (у тому числі гемофілія, подовження часу кровотечі, схильність до кровотеч, геморагічний діатез), активна шлунково-кишкова кровотеча; тяжка ниркова недостатність (КК менше 30 мл/хв), черепномозкова травма, підвищений внутрішньочерепний тиск, внутрішньочерепний крововилив, захворювання зорового нерва, порушення колірного зору, амбліопія, скотома, прогресивні захворювання нирок, важка печінкова недостатність або активне захворювання печінки, стан після проведення аортокоронарного шунтування, підтверджена гіперкаліємія, запальні захворювання кишечника, третій триместр вагітності (категорія B в перші два і D в третьому триместрі), дитячий вік до 2 років (краплі для вживання внутрішньо), до 3 місяців (суспензія для вживання внутрішньо для дітей), до 6 років (пігулки, покриті оболонкою), до 12 років (капсули, капсули пролонгованої дії).

### З обережністю
Цироз печінки з портальною гіпертензією, гіпербілірубінемія, виразкова хвороба шлунку і 12-типалої кишки (у анамнезі), гастрит, ентерит, коліт; печінкова і/або ниркова недостатність, нефротичний синдром; ХСН, артеріальна гіпертензія; ІХС, цереброваскулярні захворювання, дисліпідемія/гіперліпідемія, цукровий діабет, захворювання периферичних артерій, паління, КК менше 60 мл/хв, наявність інфекції Н. Pylori, тривале використання НПЗП, алкоголізм, важкі соматичні захворювання, одночасне приймання  пероральних ГКС (у тому числі преднізолону), антикоагулянтів (у тому числі варфарина), антиагрегантів (у тому числі клопідогреля), селективних інгібіторів зворотного захоплення серотоніна (у тому числі циталопрама, флуоксетина, пароксетина, сертраліна), захворювання крові неясної етіології (лейкопенія і анемія), дитячий вік (для таблетованих форм — до 6 років, для суспензії для вживання внутрішньо — 3 міс). Дітям 0-3 міс призначають тільки за рекомендацією лікаря.

### Вагітність і лактація
Приймання ненаркотичних знеболювальних (аспірин, ібупрофен і парацетамол) під час вагітності підвищує ризик порушень розвитку статевих органів у новонароджених хлопчиків у вигляді прояву крипторхізму. Результати дослідження показали, що одночасне використання двох з трьох перерахованих препаратів під час вагітності підвищує ризик народження дитини з крипторхізмом до 16 разів в порівнянні з жінками, що не приймали цих ліків.
Під час лактації ібупрофен, разом з парацетамолом, є одним з найбезпечніших виборів. Він не впливає на секрецію молока і потрапляє в грудне молоко в дуже маленькій кількості (менше ніж 0,6 % материнської дози). Навіть дуже великі дози мало потрапляють в грудне молоко.

## Дозування
Всередину, перед сном. Дорослим: при остеоартрозі, псоріатичному артриті і анкілозуючому спондилоартриті — по 400—600 мг 3-4 рази на добу. При ревматоїдному артриті — по 800 мг 3 рази на добу; при травмах м'яких тканин, розтягуваннях — 1.6-2.4 г/добу в декілька приймань. При альгодисменореї — по 400 мг 3-4 рази на добу; при помірному больовому синдромі — 1.2 г/добу.
Дітям старше 12 років початкова доза — 150—300 мг 3 рази на добу, максимальна доза — 1 г, потім — 100 мг 3 рази на добу; при ювенільному ревматоїдному артриті — 30-40 мг/кг/добу в декілька приймань. Для зниження температури тіла 39,2 град. С і вище — 10 мг/кг/добу, нижче 39,2 град. С — 5 мг/кг/добу.
Суспензія для вживання внутрішньо — 5-10 мг/кг 3 рази в день: дітям у віці 3-12 міс — в середньому 50 мг 3-4 рази на добу, 1-3 років — 100 мг 3 рази на добу, 4-6 років — 150 мг 3 рази на добу, 7-9 років — 200 мг 3 рази на добу, 10-12 років — 300 мг 3 рази на добу. При гарячковому синдромі після імунізації — 50 мг, при необхідності через 6 г повторне приймання в тій же дозі, максимальна добова доза — 100 мг.
Краплі для вживання внутрішньо: дітям у віці 2-3 років(11-15 кг) — по 100 мг(2.25 мл кап = 2 повні піпетки) кожні 6-8 г, але не більше 4 раз на добу.

## Побічні ефекти
Побічна дія може бути:
З боку травної системи: НПЗП-гастропатія (нудота, блювання, біль у животі, печія, зниження апетиту, діарея, метеоризм, біль і дискомфорт в епігастральній області), виразки слизової оболонки ШКТ (у деяких випадках ускладнюються перфорацією і кровотечами); подразнення, сухість слизової оболонки порожнини рота або біль у роті, виразка слизової оболонки ясен, афтозний стоматит, панкреатит, запор, гепатит.
З боку дихальної системи: задишка, бронхоспазм.
З боку органів чуття: зниження слуху, дзвін або шум у вухах, оборотний токсичний неврит зорового нерва, нечіткість зору або диплопія, сухість і подразнення очей, набряк кон'юнктиви і повік(алергічного генезу), скотома.
З боку нервової системи: головний біль, запаморочення, безсоння, тривожність, нервозність і дратівливість, психомоторне збудження, сонливість, депресії, сплутана свідомості, галюцинації, рідко — асептичний менінгіт (частіше у пацієнтів з аутоімунними захворюваннями).
З боку серцевосудинної системи: розвиток або посилення СН, тахікардія, підвищення АТ.
З боку сечовидільної системи: гостра ниркова недостатність, алергічний нефрит, нефротичний синдром(набряки), поліурія, цистит.
Алергічні реакції: шкірний висип (кропив'янка, зазвичай еритематозна), шкірний свербіж, ангіоневротичний набряк, анафілактоїдні реакції, анафілактичний шок, бронхоспазм, гарячка, мультиформна ексудативна еритема (у тому числі синдром Стівенса-Джонсона), токсичний епідермальний некроліз (синдром Лайелла), еозинофілія, алергічний риніт.
З боку органів кровотворення : анемія(у тому числі гемолітична, апластична), тромбоцитопенія і тромбоцитопенічна пурпура, агранулоцитоз, лейкопенія.
Інші: посилення потовиділення.
Ризик розвитку виразок слизової оболонки ШКТ, кровотечі (шлунково-кишкового, ясенного, маткового, гемороїдального), порушень зору(порушення колірного зору, скотоми, амбліопії) зростає при тривалому застосуванні у великих дозах.

## Передозування
Симптоми: біль у животі, нудота, блювання, загальмованість, сонливість, депресія, головний біль, шум у вухах, метаболічний ацидоз, кома, гостра ниркова недостатність, зниження АТ, брадикардія, тахікардія, фібриляція передсердя, зупинка дихання.
Лікування: промивання шлунку (тільки впродовж години після приймання), активоване вугілля або біле вугілля, лужні напої, форсований діурез, симптоматична терапія.

## Особливі вказівки
Під час лікування потрібен контроль картини периферичної крові та функціонального стану печінки і нирок.
При появі симптомів гастропатії потрібен ретельний контроль, що включає проведення езофагогастродуоденоскопії, аналіз крові з визначенням Hb, гематокриту, аналіз калу на приховану кров.
Для попередження розвитку НПЗП-гастропатії рекомендується комбінувати з препаратами PgE.
При необхідності визначення 17-кетостероїдів препарат слід скасувати за 48 г до дослідження.
Хворі повинні утримуватися від усіх видів діяльності, що вимагають підвищеної уваги, швидкої психічної і рухової реакції.
У період лікування не рекомендується приймання етанолу (в тому числі, алкогольних напоїв). Для зниження ризику розвитку небажаних явищ з боку ШКТ слід використати мінімальну ефективну дозу мінімально можливим коротким курсом.

## Синоніми
Адвіл (Advil), Caldolor, Genpril, Haltran, IBU, Ibu-Tab, Menadol, Midol, Motrin, NeoProfen, Brufen, Nurofen